# Eddy Mazzoleni
Eddy Mazzoleni (Bérgamo, Italia, 29 de julio de 1973) es un ciclista italiano.

## Trayectoria
Debutó como profesional en el año 1996 en las filas del equipo Saeco.
El 24 de julio de 2013 su nombre apareció en el informe publicado por el senado francés como uno de los treinta ciclistas que habrían dado positivo en el Tour de Francia 1998 con carácter retrospectivo, ya que analizaron las muestras de orina de aquel año con los métodos antidopaje actuales.

## Palmarés
1995
- 1 etapa del Regio-Tour

2000
- 1 etapa del Tour de Romandía
- 1 etapa de la Vuelta a Suiza

2005
- Giro del Veneto

2007
- 3.º en el Giro de Italia

## Resultados en Grandes Vueltas y Campeonatos del Mundo
| Carrera         | Carrera         | 1996 | 1997 | 1998 | 1999 | 2000 | 2001 | 2002 | 2003 | 2004 | 2005 | 2006 | 2007 |
| --------------- | --------------- | ---- | ---- | ---- | ---- | ---- | ---- | ---- | ---- | ---- | ---- | ---- | ---- |
|                 | Giro de Italia  | ―    | ―    | ―    | ―    | 55.º | ―    | 15.º | 10.º | 21.º | ―    | ―    | 3.º  |
|                 | Tour de Francia | ―    | ―    | 71.º | ―    | ―    | ―    | 70.º | Ab.  | ―    | 13.º | 26.º | ―    |
|                 | Vuelta a España | Ab.  | Ab.  | ―    | 60.º | ―    | ―    | ―    | ―    | 70.º | ―    | ―    | ―    |
| Mundial en Ruta | Mundial en Ruta | —    | —    | —    | —    | —    | 58.º | —    | —    | —    | —    | —    | —    |

―: no participa
Ab.: abandono